# Paulin Martin
Paulin Martin (Lacam, Lot, 20 de Julho de 1840 - Amélie-les-Bains-Palalda, Pirineus Orientais, 14 de Janeiro de 1890) foi um estudioso católico bíblico francês.
Seus estudos secundários foram feitos em Montfaucon, e sua teologia na Igreja de São Sulpício onde foi influenciado por Arthur-Marie Le Hir. No fim de seu curso, Martin era muito jovem para a ordenação, por isso ele foi para o seminário pontifício francês em Roma, onde frequentou aulas na Pontifícia Universidade Gregoriana, onde foi criado para o sacerdócio em 1863.
Ele permaneceu em Roma até 1868, obteve o doutorado em teologia sagrada e licenciatura em direito canônico e iniciou seu estudo em línguas semíticas. Ele trabalhou principalmente com hebraico, siríaco, aramaico e árabe. Martin esteve na França por dez anos, como pároco em várias paróquias de Paris, antes de sua nomeação para a presidência da Sagrada Escritura e Linguagens Orientais no Instituto Católico de Paris, que ele ostentou de 1878-1890.